# 非暴力抵抗

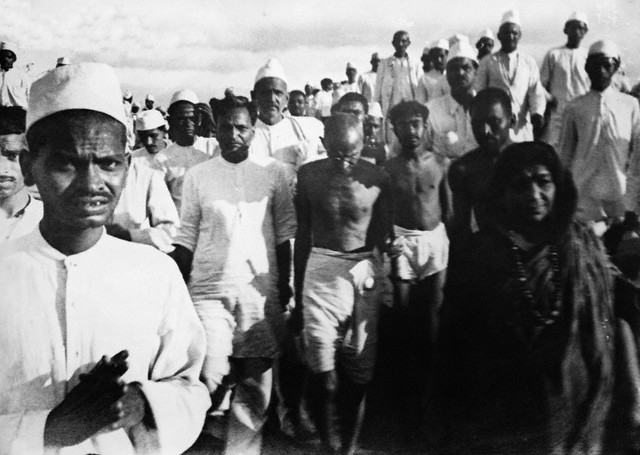
食盐进军，1930

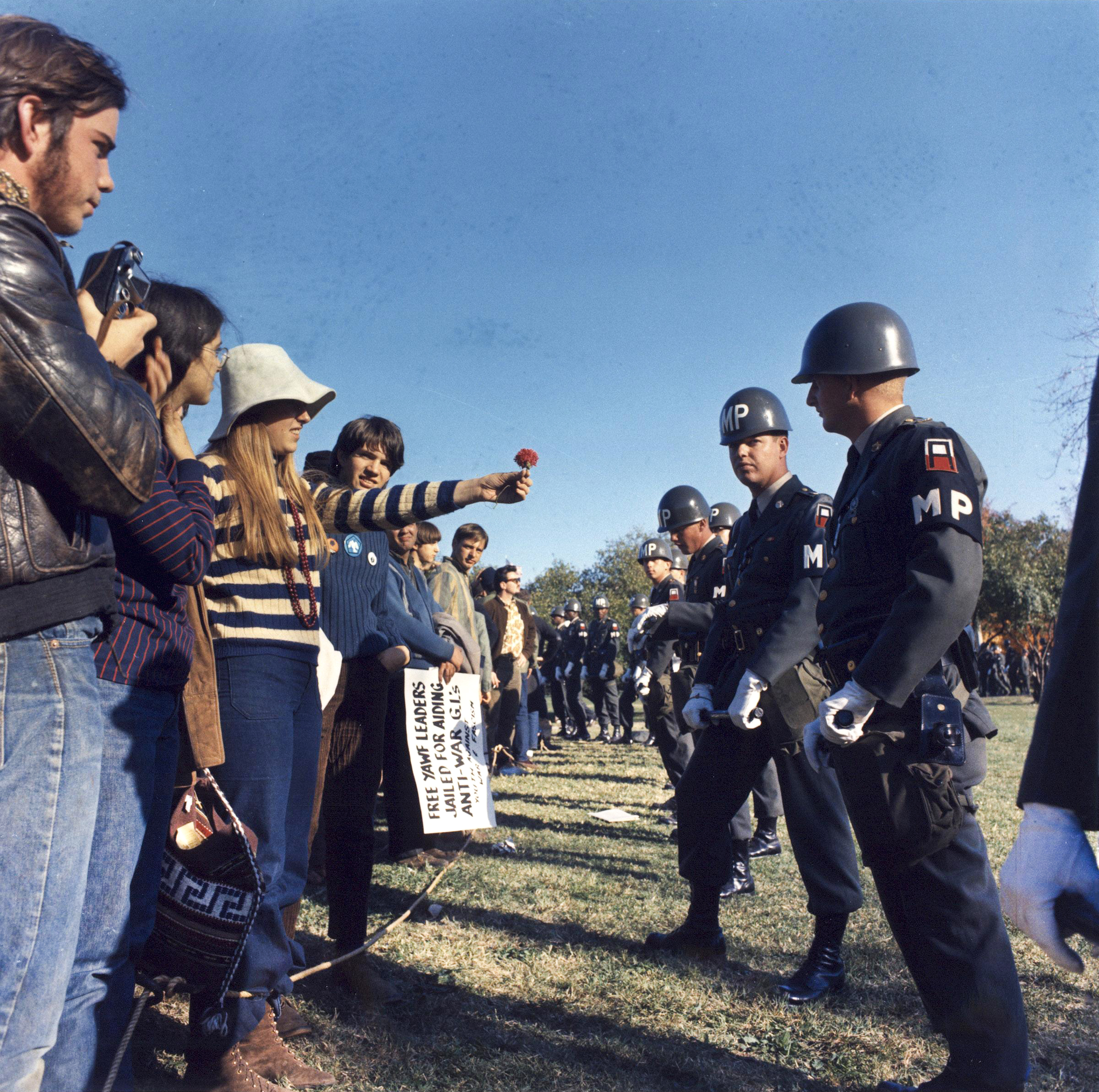
弗吉尼亚州阿靈頓的一名女示威者在1967年的示威中將花獻給一名美軍憲兵

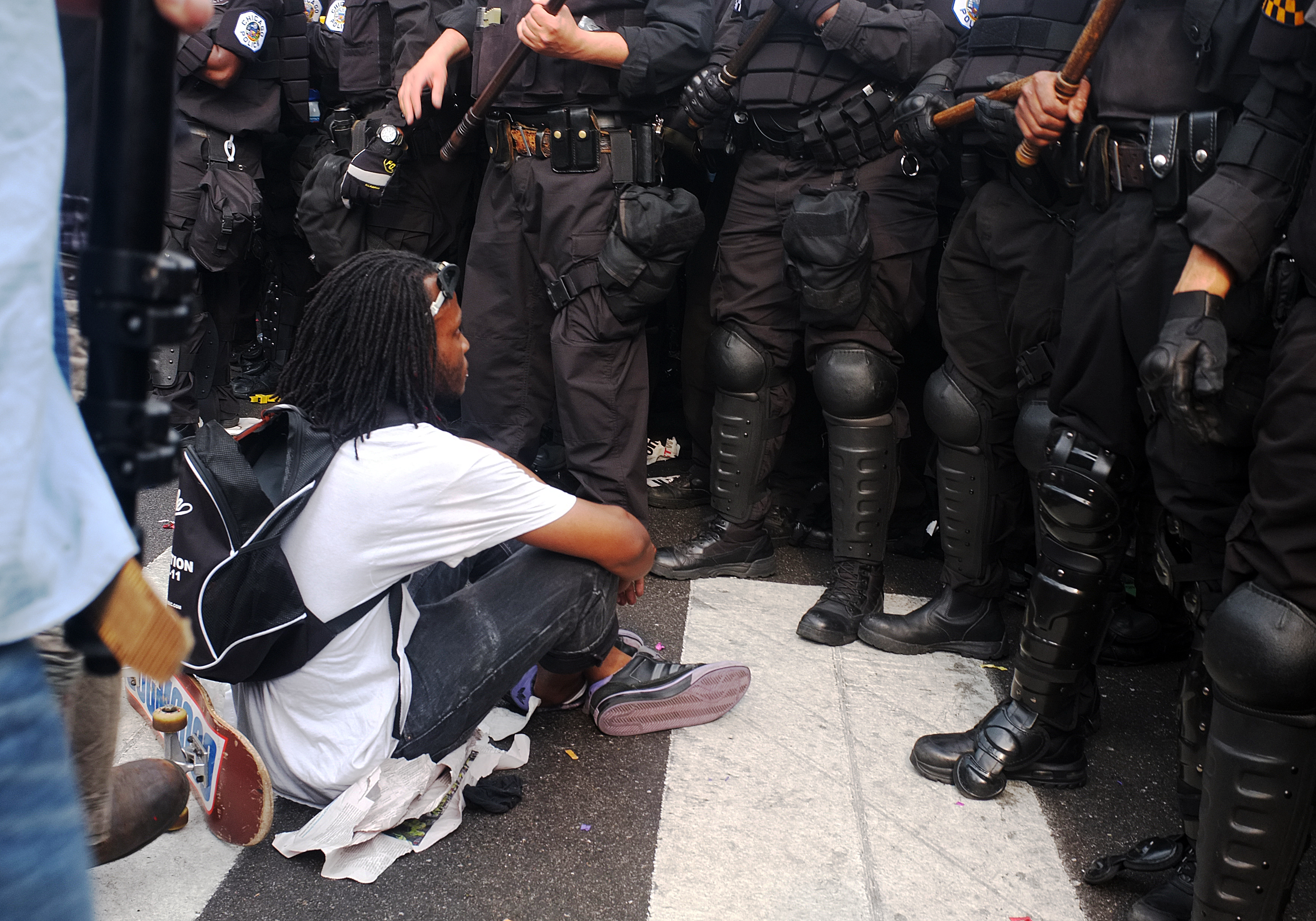
芝加哥街頭的一名反NATO示威者，攝於2012年

非暴力抵抗（英語：Nonviolent resistance）或非暴力行動（英語：nonviolent action），也译作非暴力不合作，是通過象徵性抗議、公民不服從、經濟或政治不合作、真理永恆（Satyagraha）或其他方法實現社會變革等目標的做法，同時是非暴力的。這種類型的行動突出了個人或團體的願望，認為需要改變某些事情以改善抵抗者或團體的當前狀況。

## 定義
非暴力抵抗在很大程度上但被錯誤地視為公民不服從的同義詞。這些術語中的每一個—非暴力抵抗和公民不服從—都有不同的內涵和承諾。貝雷爾·朗（Berel Lang）反對將非暴力抵抗和公民不服從混為一談，理由是證明公民不服從的行為的必要條件是：該行為違反法律、該行為是故意執行的，以及行為人預期並願意接受國家為報復該行為而對他採取的懲罰措施；由於非暴力政治抵抗行為不需要滿足這些標準中的任何一個，朗認為這兩種行為是不同的。此外，公民抗命是一種政治行動形式，其目的必然是改革，而不是革命。它的努力通常是針對特定的法律爭議，同時承認對其負責的政府的權力。相比之下，非暴力抵抗的政治行為可以有革命性的目的。朗認為，公民不服從不一定是非暴力的，儘管暴力的程度和強度受到參與公民不服從者的非革命意圖的限制；同時，公民被強行轉移到拘留所的暴力抵抗，除了對國家代表使用致命的暴力之外，可以合理地算作公民不服從，但不能算作非暴力抵抗。

## 策略
許多提倡非暴力或和平主義哲學的運動，已務實地採用非暴力行動的方法作為實現社會或政治目標的有效途徑。他們採用非暴力抵抗策略，例如：信息戰、糾察（英語：Picketing）、遊行、守夜、傳單、秘密出版物、真理永恆（Satyagraha）、抗議藝術、抗議音樂和詩歌、社群教育和意識提高、遊說、拒絕繳稅、公民不服從、抵制或經濟制裁、法律/外交角力、地下鐵路、原則性拒絕獎勵/榮譽和總罷工。

## 研究與成效
研究表明，非暴力運動在空間上擴散。一國非暴力抵抗的信息可能會顯著影響其他國家的非暴力行動主義。
雖然刻板印象中，革命就是要搞武裝抗爭，但實質上非暴力公民抵抗相當有效，從1966年到1999年，非暴力公民抵抗在 67 次從威權主義轉變中的 50 次中發揮了關鍵作用；此外比起武裝抗爭，非暴力公民抵抗也較容易為一般民眾所參與和接受。

## 民眾觀感
儘管抗議運動可以透過避免暴力來維持更廣泛的公共合法性，但當他們不同意運動的社會目標時，社會的某些部分可能會認為抗議運動比實際情況更暴力。 大量工作已經解決了導致暴力動員的因素，但很少關注理解為什麼爭端會變成暴力或非暴力，將這兩者作為相對於傳統政治的戰略選擇進行比較。

## 例子
聖雄甘地是與此類抗議有關的最知名的人物之一；聯合國將 10 月 2 日的甘地誕辰定為國際非暴力日。其他著名的倡導者包括亨利·大衛·梭羅、查爾斯·斯圖爾特·帕內爾、Te Whiti o Rongomai（一位紐西蘭毛利社群領袖）、Tohu Kākahi（一位紐西蘭毛利社群領袖）、列夫·托爾斯泰、艾麗斯·保羅、馬丁·路德·金、丹尼爾·貝里根（Daniel Berrigan）、菲利普·貝里根（Philip Berrigan）、詹姆斯·貝維爾（James Bevel）、瓦茨拉夫·哈維爾、安德烈·萨哈罗夫、萊赫·瓦文薩、吉恩·夏普、納爾遜·曼德拉、何塞·黎剎等等。
1991 年波羅的海國家的歌唱革命導致蘇聯解體；此外，東歐劇變中多數成功民主化的東歐國家，其革命都是以非暴力運動的形式進行的，像是捷克斯洛伐克的天鵝絨革命以及東德的週一示威等等，都被認為是東歐劇變中非暴力革命活動的例子。
在近代，非暴力抵抗導致了格魯吉亞的玫瑰革命；除此之外，法輪功對中國共產黨禁止的抵抗行為，被一些人認為是非暴力抵抗的當代典範。美國自由之家2017年《中國宗教自由》報告分析，法輪功信仰者在應對共產黨迫害的過程中表現出了堅韌、非暴力和創造性，使用多種非暴力策略應對中国共产党殘酷鎮壓。「注重與警察和公眾分享法輪功資訊、違反法輪功修煉者人權的事件資訊以及其它反駁政府宣傳的內容。」「中國有越來越多的非法輪功修煉者也加入了這些努力，如人權律師、家庭成員和鄰居等。」《北京之春》主编胡平稱，法轮功对非暴力的坚定执著，为中国與全世界，树立了一个非暴力抗争的典范。六四領袖王丹表示，法輪功的被鎮壓及其反抗的過程，成了對當代社會中國公民，進行非暴力抗爭運動的思想啟蒙過程。中国共产党無所不用其極的刑訊被廣泛揭露，在中国共产党官員群體中也引起對法輪功普遍的同情。

## 擴展閱讀

### 20世紀
- Peter Ackerman and Jack DuVall, A Force More Powerful: A Century of Nonviolent Conflict.  New York: Palgrave, 2000.  ISBN 978-0-312-24050-9.
- Clayborne Carson, In Struggle: SNCC and the Black Awakening of the 1960s.  (SNCC is the acronym for Student Nonviolent Coordinating Committee.) Cambridge, MA: Harvard University Press, 1981.  ISBN 978-0674447257.
- M K Gandhi, Non-Violent Resistance (Satyagraha).  Mineola, NY: Dover Publications, 2001, orig. 1961.  ISBN 978-0-486-41606-9.
- Gene Sharp, Making Europe Unconquerable: The Potential of Civilian-Based Deterrence and Defence.  United Kingdom: Taylor & Francis, 1985.  ISBN 978-0-85066-336-5/
- Gene Sharp, The Politics of Nonviolent Action.  Boston: Porter Sargent, 1973.  ISBN 978-0-87558-068-5.

### 21世紀
- Michael Bröning, The Politics of Change in Palestine. State-Building and Non-Violent Resistance.  London: Pluto Press, 2011, Part 5.  ISBN 978-0-7453-3093-8.
- Judith Hand, A Future Without War: The Strategy of a Warfare Transition.  San Diego, CA: Questpath Publishing, 2006.  ISBN 978-0-9700031-3-3.
- Daniel Jakopovich, Revolutionary Peacemaking: Writings for a Culture of Peace and Nonviolence. Zagreb, Croatia: Democratic Thought, 2019, pp. 527.  ISBN 978-953-55134-2-1
- Michael King, The Penguin History of New Zealand.  London: Penguin Books, 2003, pp 219–20, 222, 247–8, and 386.  ISBN 978-0-14-301867-4.
- Mark Kurlansky, Nonviolence: The History of a Dangerous Idea.  New York: Modern Library / Random House, 2006.  ISBN 978-0-8129-7447-8.
- David McReynolds,  A Philosophy of Nonviolence （页面存档备份，存于）.  Originally New York: A.J. Muste Memorial Institute, 2001.  No ISBN.  Retrieved 22 December 2012.
- Adam Roberts and Timothy Garton Ash, eds., Civil Resistance and Power Politics: The Experience of Non-violent Action from Gandhi to the Present Archive-It的存檔，存档日期2014-11-15.  Oxford, England: Oxford University Press, 2009.  ISBN 978-0-19-955201-6.  Retrieved 22 December 2012.
- Adam Roberts, Michael J. Willis, Rory McCarthy and Timothy Garton Ash, eds., Civil Resistance in the Arab Spring: Triumphs and Disasters （页面存档备份，存于）. Oxford, England: Oxford University Press, 2016. ISBN 978-0-19-874902-8.
- Jonathan Schell, The Unconquerable World: Power, Nonviolence, and the Will of the People.  New York: Metropolitan Books / Henry Holt and Company, 2003.  ISBN 9780805044560.
- Kurt Schock, Unarmed Insurrections: People Power Movements in Nondemocracies.  Minneapolis, MN: University of Minnesota Press, 2004.  ISBN 978-0-8166-4193-2.
- Gene Sharp, From Dictatorship to Democracy: A Conceptual Framework for Liberation.  East Boston, MA: The Albert Einstein Institution, 4th ed. 2010, orig. 2002.  ISBN 978-1-880813-09-6.  Retrieved 22 December 2012.
- Mike Staresinic, Activism: People, Power, Plan  （页面存档备份，存于）. Pittsburgh, PA: Breakthrough, 2011. ISBN 978-0-6154-1790-5.
- Walter Wink, Jesus and Nonviolence: A Third Way.  Minneapolis, MN: Fortress Press, 2003.  ISBN 978-0-8006-3609-8.
- Srdja Popovic, Andrej Milivojevic, Slobodan Djinovic, "Nonviolent Struggle: 50 Crucial Points". Belgrade, Serbia: DMD, 2006

## 外部鏈接
- （页面存档备份，存于）, documentary directed by Ruaridh Arrow（英语：Ruaridh Arrow）